# Флаги Чувашии
Список флагов муниципальных образований Чувашской Республики Российской Федерации.
На 1 января 2025 года в Чувашии насчитывалось 23 муниципальных образования — 2 городских округа и 21 муниципальный округ.

## Флаги городских округов
| Флаг | Наименование                                         | Дата утверждения | Номер в ГГР |
| ---- | ---------------------------------------------------- | ---------------- | ----------- |
|      | Флаг муниципального образования город Чебоксары      | 14 июня 2001     |             |
|      | Флаг муниципального образования город Новочебоксарск | 9 февраля 2005   | 1800        |

## Флаги муниципальных округов
| Флаг | Наименование                                                            | Дата утверждения | Номер в ГГР |
| ---- | ----------------------------------------------------------------------- | ---------------- | ----------- |
|      | Флаг муниципального образования Алатырский муниципальный округ          | 27 октября 2017  | 11883       |
|      | Флаг муниципального образования Аликовский муниципальный округ          | 29 марта 2016    | 10962       |
|      | Флаг муниципального образования Батыревский муниципальный округ         | 25 октября 2007  | 3656        |
|      | Флаг муниципального образования Вурнарский муниципальный округ          | 4 августа 2017   | 11681       |
|      | Флаг муниципального образования Ибресинский муниципальный округ         | 23 июня 2020     |             |
|      | Флаг муниципального образования Канашский муниципальный округ           | 25 ноября 2014   | 10119       |
|      | Флаг муниципального образования Козловский муниципальный округ          | 23 марта 2020    | 13217       |
|      | Флаг муниципального образования Комсомольский муниципальный округ       | 7 февраля 2014   | 9441        |
|      | Флаг муниципального образования Красноармейский муниципальный округ     | 28 декабря 2004  | 1822        |
|      | Флаг муниципального образования Красночетайский муниципальный округ     | 20 ноября 2008   | 4622        |
|      | Флаг муниципального образования Мариинско-Посадский муниципальный округ | 27 июня 2003     | 1751        |

| Флаг | Наименование                                                     | Дата утверждения | Номер в ГГР |
| ---- | ---------------------------------------------------------------- | ---------------- | ----------- |
|      | Флаг муниципального образования Моргаушский муниципальный округ  | 10 декабря 2020  |             |
|      | Флаг муниципального образования Порецкий муниципальный округ     | 19 декабря 2016  | 11290       |
|      | Флаг муниципального образования Урмарский муниципальный округ    | 11 июня 2009     | 5607        |
|      | Флаг муниципального образования Цивильский муниципальный округ   | 29 мая 2002      | 966         |
|      | Флаг муниципального образования Чебоксарский муниципальный округ | 23 марта 2012    | 7773        |
|      | Флаг муниципального образования Шемуршинский муниципальный округ | 24 апреля 2017   | 11514       |
|      | Флаг муниципального образования Шумерлинский муниципальный округ | 26 декабря 2024  | 15171       |
|      | Флаг муниципального образования Ядринский муниципальный округ    | 30 мая 2017      | 11516       |
|      | Флаг муниципального образования Яльчикский муниципальный округ   | 31 мая 2007      | 3513        |
|      | Флаг муниципального образования Янтиковский муниципальный округ  |                  |             |

## Флаги городов
| Флаг | Наименование                                      | Дата утверждения | Номер в ГГР |
| ---- | ------------------------------------------------- | ---------------- | ----------- |
|      | Флаг г. Вурнары Вурнарского муниципального округа | 23 октября 2019  | 12937       |
|      | Флаг г. Ибреси Ибресинского муниципального округа | 12 апреля 2018   | 11849       |

| Флаг | Наименование                                                        | Дата утверждения | Номер в ГГР |
| ---- | ------------------------------------------------------------------- | ---------------- | ----------- |
|      | Флаг г. Козловка Козловского муниципального округа                  | 4 апреля 2020    | 13219       |
|      | Флаг г. Мариинский Посад Мариинско-Посадского муниципального округа | 20 мая 1999      | 578         |

## Флаги сельских поселений
| Флаг | Наименование                                                           | Дата утверждения | Номер в ГГР |
| ---- | ---------------------------------------------------------------------- | ---------------- | ----------- |
| А—И  |                                                                        |                  |             |
|      | Флаг Азимсирминского сельского поселения Вурнарского района            | 26 сентября 2019 | 12619       |
|      | Флаг Аксаринского сельского поселения Мариинско-Посадского района      | 21 августа 2008  | 4337        |
|      | Флаг Акчикасинского сельского поселения Красночетайского района        | 17 сентября 2019 | 12795       |
|      | Флаг Алгазинского сельского поселения Вурнарского района               | 7 октября 2019   | 12925       |
|      | Флаг Александровского сельского поселения Комсомольского района        | 15 апреля 2014   | 9443        |
|      | Флаг Александровского сельского поселения Моргаушского района          | 14 декабря 2020  |             |
|      | Флаг Аликовского сельского поселения Аликовского района                | 30 марта 2016    | 10964       |
|      | Флаг Алманчиковского сельского поселения Батыревского района           | 10 мая 2017      | 11504       |
|      | Флаг Алманчинского сельского поселения Красноармейского района         | 9 сентября 2010  | 7006        |
|      | Флаг Алтышевского сельского поселения Алатырского района               | 18 февраля 2019  | 12330       |
|      | Флаг Альбусь-Сюрбеевского сельского поселения Комсомольского района    | 12 мая 2014      | 9445        |
|      | Флаг Анастасовского сельского поселения Порецкого района               | 19 декабря 2016  | 11292       |
|      | Флаг Андреевского сельского поселения Ибресинского района              | 23 января 2020   | 12927       |
|      | Флаг Апнерского сельского поселения Вурнарского района                 | 6 августа 2019   | 12621       |
|      | Флаг Асановского сельского поселения Комсомольского района             | 29 апреля 2014   | 9447        |
|      | Флаг Асхвинского сельского поселения Канашского района                 | 7 ноября 2014    | 10121       |
|      | Флаг Атлашевского сельского поселения Чебоксарского района             | 27 марта 2020    | 13215       |
|      | Флаг Атнарского сельского поселения Красночетайского района            | 25 июня 2019     | 12797       |
|      | Флаг Атнашевского сельского поселения Канашского района                | 7 ноября 2014    | 10123       |
|      | Флаг Атратского сельского поселения Алатырского района                 | 13 февраля 2019  | 12332       |
|      | Флаг Ахматовского сельского поселения Алатырского района               | 18 февраля 2019  | 12334       |
|      | Флаг Ачакасинского сельского поселения Канашского района               | 17 ноября 2014   | 10125       |
|      | Флаг Байгильдинского сельского поселения Канашского района             | 29 октября 2014  | 10127       |
|      | Флаг Балабаш-Баишевского сельского поселения Батыревского района       | 4 апреля 2017    | 11506       |
|      | Флаг Батыревского сельского поселения Батыревского района              | 29 марта 2018    | 11866       |
|      | Флаг Бахтигильдинского сельского поселения Батыревского района         | 7 апреля 2017    | 11508       |
|      | Флаг Берёзовского сельского поселения Ибресинского района              | 12 декабря 2019  | 12929       |
|      | Флаг Бикшикского сельского поселения Батыревского района               | 8 декабря 2017   | 11778       |
|      | Флаг Бичурга-Баишевского сельского поселения Шемуршинского района      | 28 марта 2017    | 11386       |
|      | Флаг Бичуринского сельского поселения Мариинско-Посадского района      | 16 августа 2007  | 3515        |
|      | Флаг Большеабакасинского сельского поселения Ибресинского района       | 6 февраля 2020   | 12931       |
|      | Флаг Большеалгашинского сельского поселения Шумерлинского района       | 26 сентября 2019 | 12639       |
|      | Флаг Большеатменского сельского поселения Красночетайского района      | 4 октября 2019   | 12799       |
|      | Флаг Большебуяновского сельского поселения Шемуршинского района        | 28 марта 2017    | 11388       |
|      | Флаг Большевыльского сельского поселения Аликовского района            | 31 марта 2016    | 10966       |
|      | Флаг Большетаябинского сельского поселения Яльчикского района          | 16 декабря 2016  | 11518       |
|      | Флаг Большеторханского сельского поселения Вурнарского района          | 10 октября 2019  | 12623       |
|      | Флаг Большечеменевского сельского поселения Батыревского района        | 22 марта 2017    | 11510       |
|      | Флаг Большешатьминского сельского поселения Красноармейского района    | 3 сентября 2010  | 7040        |
|      | Флаг Большешигаевского сельского поселения Мариинско-Посадского района | 25 июля 2008     | 4345        |
|      | Флаг Большеяльчикского сельского поселения Яльчикского района          | 16 декабря 2016  | 11520       |
|      | Флаг Большеяушского сельского поселения Вурнарского района             | 16 октября 2019  | 12933       |
|      | Флаг Буртасинского сельского поселения Вурнарского района              | 17 октября 2019  | 12935       |
|      | Флаг Восходского сельского поселения Алатырского района                | 18 февраля 2019  | 12336       |
|      | Флаг Вурманкасинского сельского поселения Вурнарского района           | 24 сентября 2019 | 12625       |
|      | Флаг Вутабосинского сельского поселения Канашского района              | 10 ноября 2014   | 10129       |
|      | Флаг Егоркинского сельского поселения Шумерлинского района             | 21 февраля 2020  | 12939       |
|      | Флаг Ермошкинского сельского поселения Вурнарского района              | 24 сентября 2019 | 12941       |
|      | Флаг Ершипосинского сельского поселения Вурнарского района             | 30 октября 2019  | 12943       |
|      | Флаг Ефремкасинского сельского поселения Аликовского района            | 31 марта 2016    | 10968       |
|      | Флаг Иваньково-Ленинского сельского поселения Алатырского района       | 18 февраля 2019  | 12338       |
|      | Флаг Илгышевского сельского поселения Аликовского района               | 5 апреля 2016    | 10970       |
|      | Флаг Ильинского сельского поселения Моргаушского района                | 10 сентября 2020 |             |
|      | Флаг Исаковского сельского поселения Красноармейского района           | 9 декабря 2008   | 4616        |
|      | Флаг Испуханского сельского поселения Красночетайского района          | 12 ноября 2019   | 12801       |
| К—Н  |                                                                        |                  |             |
|      | Флаг Кадикасинского сельского поселения Моргаушского района            | 15 декабря 2020  |             |
|      | Флаг Кайнлыкского сельского поселения Комсомольского района            | 15 мая 2014      | 9449        |
|      | Флаг Калининского сельского поселения Вурнарского района               | 6 сентября 2019  | 12627       |
|      | Флаг Карабай-Шемуршинского сельского поселения Шемуршинского района    | 28 марта 2017    | 11406       |
|      | Флаг Карабашского сельского поселения Мариинско-Посадского района      | 8 августа 2008   | 4349        |
|      | Флаг Караевского сельского поселения Красноармейского района           | 27 августа 2009  | 5605        |
|      | Флаг Караклинского сельского поселения Канашского района               | 7 ноября 2014    | 10131       |
|      | Флаг Кзыл-Чишминского сельского поселения Батыревского района          | 1 июня 2017      | 11542       |
|      | Флаг Кильдюшевского сельского поселения Яльчикского района             | 16 декабря 2016  | 11522       |
|      | Флаг Кирского сельского поселения Алатырского района                   | 13 февраля 2019  | 12340       |
|      | Флаг Козловского сельского поселения Порецкого района                  | 19 декабря 2016  | 11349       |
|      | Флаг Кольцовского сельского поселения Вурнарского района               | 11 октября 2019  | 12629       |
|      | Флаг Комсомольского сельского поселения Комсомольского района          | 15 апреля 2014   | 9451        |
|      | Флаг Кошноруйского сельского поселения Канашского района               | 26 ноября 2014   | 10133       |
|      | Флаг Красноармейского сельского поселения Красноармейского района      | 9 декабря 2008   | 4620        |
|      | Флаг Краснооктябрьского сельского поселения Шумерлинского района       | 20 февраля 2020  | 13116       |
|      | Флаг Красночетайского сельского поселения Красночетайского района      | 5 ноября 2019    | 12803       |
|      | Флаг Крымзарайкинского сельского поселения Аликовского района          | 28 марта 2016    | 10972       |
|      | Флаг Кугеевского сельского поселения Мариинско-Посадского района       | 8 августа 2008   | 4347        |
|      | Флаг Кувакинского сельского поселения Алатырского района               | 18 февраля 2019  | 12342       |
|      | Флаг Кудеихинского сельского поселения Порецкого района                | 19 декабря 2016  | 11351       |
|      | Флаг Кшаушского сельского поселения Чебоксарского района               | 23 июня 2017     | 11550       |
|      | Флаг Лащ-Таябинского сельского поселения Яльчикского района            | 16 декабря 2016  | 11524       |
|      | Флаг Магаринского сельского поселения Шумерлинского района             | 28 февраля 2020  | 12945       |
|      | Флаг Малобикшихского сельского поселения Канашского района             | 25 ноября 2014   | 10135       |
|      | Флаг Малобуяновского сельского поселения Шемуршинского района          | 28 марта 2017    | 11392       |
|      | Флаг Малокибечского сельского поселения Канашского района              | 26 ноября 2014   | 10137       |
|      | Флаг Малотаябинского сельского поселения Яльчикского района            | 16 декабря 2016  | 11526       |
|      | Флаг Малояушского сельского поселения Вурнарского района               | 24 сентября 2019 | 12631       |
|      | Флаг Междуреченского сельского поселения Алатырского района            | 18 февраля 2019  | 12344       |
|      | Флаг Мирёнского сельского поселения Алатырского района                 | 18 февраля 2019  | 12346       |
|      | Флаг Мишуковского сельского поселения Порецкого района                 | 19 декабря 2016  | 11353       |
|      | Флаг Напольновского сельского поселения Порецкого района               | 19 декабря 2016  | 11355       |
|      | Флаг Нижнекумашкинского сельского поселения Шумерлинского района       | 6 марта 2020     |             |
|      | Флаг Никулинского сельского поселения Порецкого района                 | 19 декабря 2016  | 11294       |
|      | Флаг Новоайбесинского сельского поселения Алатырского района           | 18 февраля 2019  | 12348       |
|      | Флаг Новоахпердинского сельского поселения Батыревского района         | 14 февраля 2018  | 11857       |
|      | Флаг Новоурюмовского сельского поселения Канашского района             | 13 ноября 2014   | 10139       |
|      | Флаг Новочелкасинского сельского поселения Канашского района           | 10 ноября 2014   | 10141       |
|      | Флаг Новочелны-Сюрбеевского сельского поселения Комсомольского района  | 13 мая 2014      | 9453        |
|      | Флаг Новошимкусского сельского поселения Яльчикского района            | 28 декабря 2016  | 11528       |
|      | Флаг Норваш-Шигалинского сельского поселения Батыревского района       | 14 апреля 2017   | 11512       |

| Флаг | Наименование                                                           | Дата утверждения | Номер в ГГР |
| ---- | ---------------------------------------------------------------------- | ---------------- | ----------- |
| О—Т  |                                                                        |                  |             |
|      | Флаг Ойкас-Кибекского сельского поселения Вурнарского района           | 9 октября 2019   | 12947       |
|      | Флаг Октябрьского сельского поселения Алатырского района               | 18 февраля 2019  | 12350       |
|      | Флаг Октябрьского сельского поселения Мариинско-Посадского района      | 29 июня 2007     | 3511        |
|      | Флаг Октябрьского сельского поселения Порецкого района                 | 19 декабря 2016  | 11296       |
|      | Флаг Орининского сельского поселения Моргаушского района               | 10 сентября 2020 |             |
|      | Флаг Пандиковского сельского поселения Красночетайского района         | 3 октября 2019   | 12805       |
|      | Флаг Первомайского сельского поселения Алатырского района              | 18 февраля 2019  | 12352       |
|      | Флаг Первомайского сельского поселения Батыревского района             | 11 апреля 2017   | 11384       |
|      | Флаг Первочурашевского сельского поселения Мариинско-Посадского района | 8 августа 2008   | 4343        |
|      | Флаг Пикшикского сельского поселения Красноармейского района           | 27 августа 2009  | 5601        |
|      | Флаг Питеркинского сельского поселения Красночетайского района         | 7 октября 2019   | 12807       |
|      | Флаг Питишевского сельского поселения Аликовского района               | 30 марта 2016    | 10974       |
|      | Флаг Полевосундырского сельского поселения Комсомольского района       | 25 апреля 2014   |             |
|      | Флаг Полевосундырского сельского поселения Комсомольского района       | 25 апреля 2014   | 10197       |
|      | Флаг Порецкого сельского поселения Порецкого района                    | 15 февраля 2011  | 6707        |
|      | Флаг Приволжского сельского поселения Мариинско-Посадского района      | 8 августа 2008   | 4339        |
|      | Флаг Раскильдинского сельского поселения Аликовского района            | 31 марта 2016    | 10976       |
|      | Флаг Русско-Алгашинского сельского поселения Шумерлинского района      | 26 февраля 2020  | 13166       |
|      | Флаг Рындинского сельского поселения Порецкого района                  | 19 декабря 2016  | 11298       |
|      | Флаг Сабанчинского сельского поселения Яльчикского района              | 16 декабря 2016  | 11530       |
|      | Флаг Санарпосинского сельского поселения Вурнарского района            | 9 октября 2019   | 12949       |
|      | Флаг Семёновского сельского поселения Порецкого района                 | 19 декабря 2016  | 11300       |
|      | Флаг Сеспельского сельского поселения Канашского района                | 21 ноября 2014   | 10143       |
|      | Флаг Сигачинского сельского поселения Батыревского района              | 14 декабря 2017  | 11780       |
|      | Флаг Синьял-Покровского сельского поселения Чебоксарского района       | 5 августа 2020   | 13221       |
|      | Флаг Сиявского сельского поселения Порецкого района                    | 19 декабря 2016  | 11302       |
|      | Флаг Сойгинского сельского поселения Алатырского района                | 19 февраля 2019  | 12354       |
|      | Флаг Среднекибечского сельского поселения Канашского района            | 3 декабря 2014   | 10145       |
|      | Флаг Староайбесинского сельского поселения Алатырского района          | 15 февраля 2019  | 12356       |
|      | Флаг Староатайского сельского поселения Красночетайского района        | 24 октября 2019  | 12809       |
|      | Флаг Староурмарского сельского поселения Урмарского района             | 8 июля 2009      | 5609        |
|      | Флаг Старочукальского сельского поселения Шемуршинского района         | 18 января 2010   | 6322        |
|      | Флаг Стемасское сельское поселение Алатырского района                  | 18 февраля 2019  | 12358       |
|      | Флаг Сугайкасинского сельского поселения Канашского района             | 8 декабря 2014   | 10147       |
|      | Флаг Сугутского сельского поселения Батыревского района                | 4 сентября 2017  | 11885       |
|      | Флаг Сутчевского сельского поселения Мариинско-Посадского района       | 15 августа 2008  | 4341        |
|      | Флаг Сыресинского сельского поселения Порецкого района                 | 19 декабря 2016  | 11304       |
|      | Флаг Сюрбей-Токаевского сельского поселения Комсомольского района      | 15 мая 2014      | 9455        |
|      | Флаг Сявалкасинского сельского поселения Вурнарского района            | 25 сентября 2019 | 12633       |
|      | Флаг Сятракасинского сельского поселения Моргаушского района           | 10 сентября 2020 |             |
|      | Флаг Тарханского сельского поселения Батыревского района               | 9 июня 2018      | 11963       |
|      | Флаг Татарско-Сугутского сельского поселения Батыревского района       | 2 октября 2017   | 11616       |
|      | Флаг Таутовского сельского поселения Аликовского района                | 7 апреля 2016    | 10978       |
|      | Флаг Тегешевского сельского поселения Урмарского района                | 28 июня 2016     |             |
|      | Флаг Тенеевского сельского поселения Аликовского района                | 31 марта 2016    | 10980       |
|      | Флаг Тобурдановского сельского поселения Канашского района             | 27 января 2015   | 10149       |
|      | Флаг Тойсинского сельского поселения Батыревского района               | 12 февраля 2018  | 11782       |
|      | Флаг Торханского сельского поселения Шумерлинского района              | 4 марта 2020     | 12951       |
|      | Флаг Трёхбалтаевского сельского поселения Шемуршинского района         | 28 марта 2017    | 11571       |
|      | Флаг Туванского сельского поселения Шумерлинского района               | 13 марта 2020    | 13247       |
|      | Флаг Тугаевского сельского поселения Комсомольского района             | 15 апреля 2014   | 9457        |
|      | Флаг Туруновского сельского поселения Батыревского района              | 26 марта 2018    | 11872       |
| У—Я  |                                                                        |                  |             |
|      | Флаг Убеевского сельского поселения Красноармейского района            | 10 декабря 2008  | 4618        |
|      | Флаг Урмаевского сельского поселения Комсомольского района             | 19 мая 2014      | 9459        |
|      | Флаг Ухманского сельского поселения Канашского района                  | 14 ноября 2014   | 10151       |
|      | Флаг Хирпосинского сельского поселения Вурнарского района              | 20 сентября 2019 | 12635       |
|      | Флаг Ходарского сельского поселения Шумерлинского района               | 11 марта 2020    | 12953       |
|      | Флаг Хозанкинского сельского поселения Красночетайского района         | 17 июня 2019     | 12811       |
|      | Флаг Хучельского сельского поселения Канашского района                 | 7 ноября 2014    | 10153       |
|      | Флаг Чагасьского сельского поселения Канашского района                 | 21 ноября 2014   | 10155       |
|      | Флаг Чадукасинского сельского поселения Красноармейского района        | 27 августа 2009  | 5603        |
|      | Флаг Чепкас-Никольского сельского поселения Шемуршинского района       | 28 марта 2017    | 11573       |
|      | Флаг Чичканского сельского поселения Комсомольского района             | 5 мая 2014       | 9510        |
|      | Флаг Чуварлейского сельского поселения Алатырского района              | 18 февраля 2019  | 12360       |
|      | Флаг Чувашско-Сорминского сельского поселения Аликовского района       | 31 марта 2016    | 10982       |
|      | Флаг Чукальского сельского поселения Шемуршинского района              | 28 марта 2017    | 11394       |
|      | Флаг Чуманкасинского сельского поселения Моргаушского района           | 10 сентября 2020 |             |
|      | Флаг Чутеевского сельского поселения Янтиковского района               | 21 января 2020   | 12955       |
|      | Флаг Шаймурзинского сельского поселения Батыревского района            | 27 апреля 2018   | 11930       |
|      | Флаг Шакуловского сельского поселения Канашского района                | 10 ноября 2014   | 10157       |
|      | Флаг Шальтямского сельского поселения Канашского района                | 20 января 2015   | 10172       |
|      | Флаг Шатьмапосинского сельского поселения Моргаушского района          | 10 сентября 2020 |             |
|      | Флаг Шемуршинского сельского поселения Шемуршинского района            | 6 апреля 2017    | 11575       |
|      | Флаг Шераутского сельского поселения Комсомольского района             | 5 мая 2014       | 9461        |
|      | Флаг Шибылгинского сельского поселения Канашского района               | 24 декабря 2014  | 10159       |
|      | Флаг Шинерского сельского поселения Вурнарского района                 | 24 сентября 2019 | 12957       |
|      | Флаг Ширтанского сельского поселения Ибресинского района               | 23 января 2020   | 12959       |
|      | Флаг Шихазанского сельского поселения Канашского района                | 28 января 2015   | 10161       |
|      | Флаг Шоршелского сельского поселения Мариинско-Посадского района       | 24 ноября 2006   | 2823        |
|      | Флаг Штанашского сельского поселения Красночетайского района           | 23 сентября 2019 | 12813       |
|      | Флаг Шумерлинского сельского поселения Шумерлинского района            | 7 июня 2019      | 12641       |
|      | Флаг Шумшевашского сельского поселения Аликовского района              | 5 апреля 2016    | 10984       |
|      | Флаг Шыгырданского сельского поселения Батыревского района             | 24 ноября 2017   | 11618       |
|      | Флаг Эльбарусовского сельского поселения Мариинско-Посадского района   | 8 августа 2008   | 4335        |
|      | Флаг Юманайского сельского поселения Шумерлинского района              | 3 марта 2020     |             |
|      | Флаг Юнгинского сельского поселения Моргаушского района                | 23 июня 2020     |             |
|      | Флаг Юськасинского сельского поселения Моргаушского района             | 10 сентября 2020 |             |
|      | Флаг Яльчикского сельского поселения Яльчикского района                | 16 декабря 2016  | 11532       |
|      | Флаг Ямашевского сельского поселения Канашского района                 | 14 ноября 2014   | 10163       |
|      | Флаг Янгличского сельского поселения Канашского района                 | 25 ноября 2014   | 10165       |
|      | Флаг Янгорчинского сельского поселения Вурнарского района              | 24 сентября 2019 | 12637       |
|      | Флаг Яндобинского сельского поселения Аликовского района               | 5 апреля 2016    | 10986       |
|      | Флаг Янтиковского сельского поселения Яльчикского района               | 16 декабря 2016  | 11534       |
|      | Флаг Яншихово-Челлинского сельского поселения Красноармейского района  | 6 сентября 2010  | 7042        |
|      | Флаг Ярославского сельского поселения Моргаушского района              | 23 марта 2011    | 7148        |

## Упразднённые флаги
| Флаг | Наименование                                                     | Дата утверждения | Дата отмены     |
| ---- | ---------------------------------------------------------------- | ---------------- | --------------- |
|      | Флаг муниципального образования город Алатырь                    | 29 мая 2009      | 17 мая 2024     |
|      | Флаг муниципального образования город Канаш                      | 14 июля 2017     | 17 мая 2024     |
|      | Флаг муниципального образования город Шумерля                    | 18 июня 2019     | 17 мая 2024     |
|      | Флаг муниципального образования Аликовский район                 | 27 июля 2007     | 29 марта 2016   |
|      | Флаг муниципального образования Шумерлинский район               | 14 июня 2002     | 28 февраля 2019 |
|      | Флаг муниципального образования Шумерлинский муниципальный округ | 28 февраля 2019  | 26 декабря 2024 |
|      | Флаг муниципального образования Ядринский район                  | 24 июля 2015     | 30 мая 2017     |